# Колорадо (река у Аргентини)
Колорадо (шп. Río Colorado) је река на југу Аргентине. Дужина реке је око 1000 км, а површина слива 294 076 km². Просечни проток износи 130 m³/s.  
Река Колорадо означава већи део политичке границе између аргентинских провинција Неукуен и Мендоза, као и између Рио Негро а и Ла Пампе. Њена вештачка брана, „Ембалсе Каса де Пиедра“, служи за регулисање водостаја реке Колорадо, контролу и ублажавање поплава, наводњавање подручја и производњу хидроенергије. 

## Ток реке
Извор реке Колорадо је на источним падинама Анда на истој географској ширини као и чилеански вулкан Тингуиририка (око 34°48'С) и иде углавном правцем исток-југоисток према Атлантском океану. Након напуштања подручја Анда, Колорадо протиче кроз неплодне, суве територије, и не прима никакву значајну притоку осим реке Саладо из провинције Пампе - мада је то некада био излаз из сада затвореног језерског слива Лагуна Уре Лаукуен. Приобаље реке Колорадо, у току кроз Патагонију, је плодно и шумовито, али премало по површини да би могло подржати више од мале, расејане популације. Река се завршава на око 100—120 km (62—75 mi) јужно од града Баија Бланка, кроз неколико канала делте залива Унион од географске ширине 39°30' до 39°50'С. Укупна дужина реке је око 1.000 km (620 mi), од чега је око 300 km (190 mi), од обале до Пичи Мауиде, пловно за пловила до 2 m (7 ft) газа. То је скоро 2.000 km (1.200 mi) ако се рачуна и река Рио Десагуадеро (односно Саладо, у коју се улива). 
Река Колорадо се обично описује као река настала на ушћу реке Гранде у реку Баранкас. Међутим, пошто је Баранкас само мали поток у поређењу са реком Гранде, тачније је Баранкас описати као притоку која се спаја са главном реком, која је позната као „Гранде“ изнад места где јој се Баранкас придружује, а „Колорадо“ настаје испод те тачке. 

## Акумулација Каса де Пиједра
Акумулација са браном се налази на 387 км од извора реке Колорадо, подигнута је за време администрације гувернера провинције Ла Пампа, Рубена Марина, 1996. године. Служи за производњу хидроенергије кроз две групе генератора од 30 МW, са просечним годишњим производним капацитетом од 240 GWh. Водено огледало има обалу од 55 км и простире се на (на нормалном максималном нивоу) 36.000 ха.
Пуњење резервоара започело је око 1989. године и процењује се да има запремину воде од око 4.000 хм³, а максималне дубине варирају између 35 и 40 m.
Назив акумулације и бране значи "Камене куће" и вероватно се односи на места која се понављају у патагонским и андским областима, односно присуство пећина, склоништа или једноставно „стреха“, у зидовима или стрминама висоравни које могу да послуже или су служиле као уточиште човеку. Такве пампејско-патагонске „камене куће“ обично су повезане са остацима пећинских слика (пиктографија) које сведоче о врло старим насељима (преарауканском). 